# 교토 타워

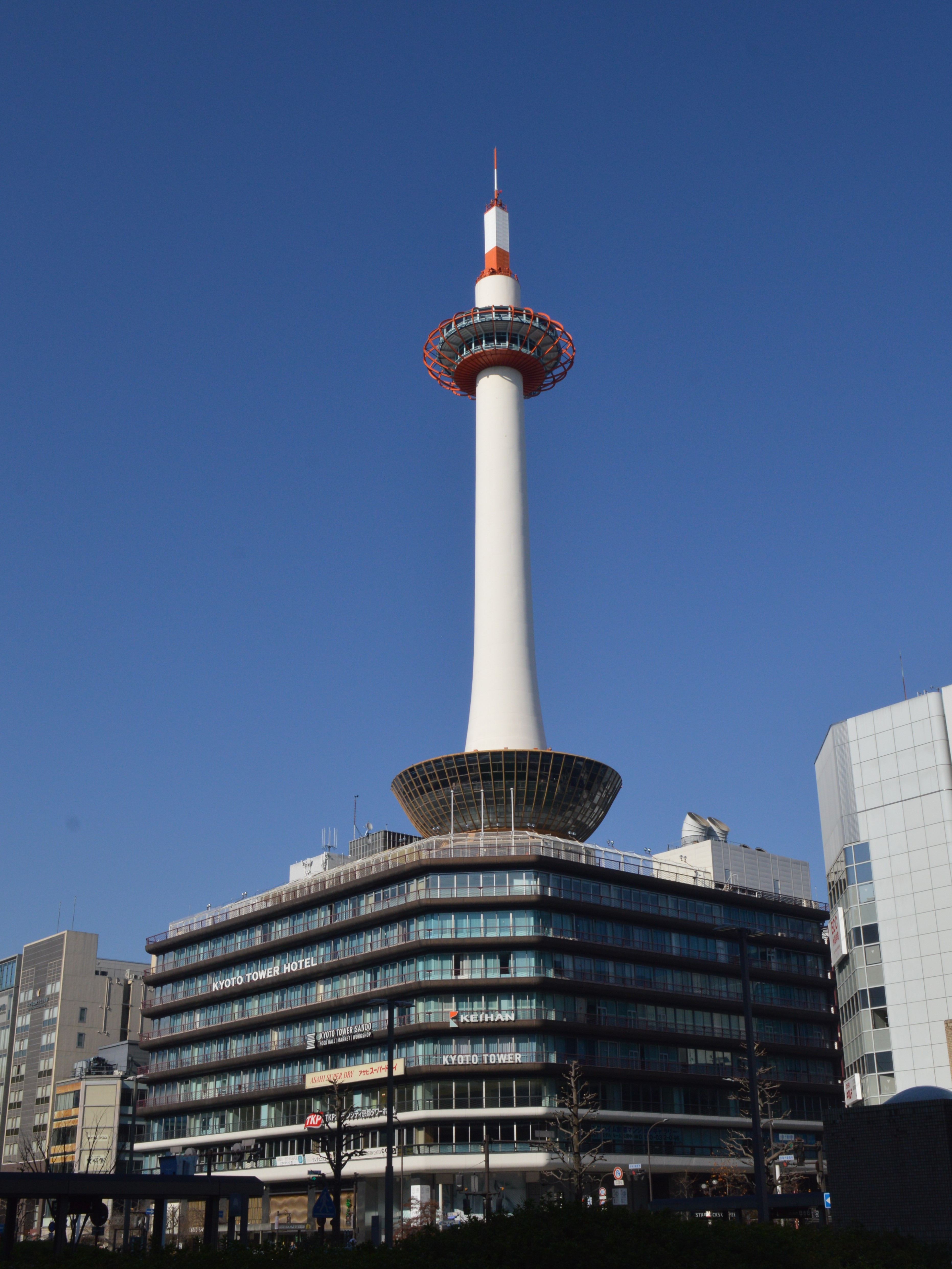
교토 타워

교토 타워는 일본 교토부 교토시 시모교구에 있는 타워이다. 교토역 맞은 편에 있으며, 1964년 세워졌다. 타워 꼭대기에 있는 전망대는 입장료 800엔을 지불해야 된다.